# Alopecosa roeweri
Alopecosa roeweri este o specie de păianjeni din genul Alopecosa, familia Lycosidae. A fost descrisă pentru prima dată de Rosca, 1937.
Este endemică în Ucraina. Conform Catalogue of Life specia Alopecosa roeweri nu are subspecii cunoscute.